# Tchopovytchi
Tchopovytchi (en ukrainien : Чоповичі) ou Tchopovitchi (en russe : Чоповичи ; en polonais : Czopowice) est une commune urbaine, un centre administratif de la Communauté territoriale unie de Tchopovytchi  de l'oblast de Jytomyr, en Ukraine. Sa population s'élevait à 1 300 habitants en 2025.

## Géographie
Tchopovytchi est arrosée par la rivière Ircha, un affluent de la Teteriv. Elle se trouve à 21 km au nord-ouest de Malyn, à 65 km au nord-est de Jytomyr et à 122 km au nord-ouest de Kiev.

## Histoire
Tchopovytchi tire son nom du premier maître du lieu, Gnat Tchop, dont les exploits militaires furent récompensés par des terres qui lui furent remises par le roi de Pologne au XVIe siècle. Au cours de la Seconde Guerre mondiale, à la fin décembre 1943, une bataille de chars éclata entre le 25e corps de blindés soviétique et la 1re division Panzer, la division Panzer Adolf Hitler et la 291e division allemande. Tchopovytchi a le statut de commune urbaine depuis 1938. On restaure le Monastère orthodoxe pour hommes d'Icône de Notre-Dame de Kazan liquidé en rapport avec les répressions contre la religion en l'URSS.

## Population
Recensements (*) ou estimations de la population :
| 1959* | 1970* | 1979* | 1989* | 2001* |
| ----- | ----- | ----- | ----- | ----- |
| 1 330 | 1 253 | 3 113 | 2 844 | 2 272 |

| 2009  | 2010  | 2011  | 2012  | 2013  |
| ----- | ----- | ----- | ----- | ----- |
| 2 071 | 2 053 | 2 040 | 2 026 | 2 005 |

| 2021  | - | - | - | - |
| ----- | - | - | - | - |
| 1 799 | - | - | - | - |